# Joseph Auré
Joseph Auré, né le 24 décembre 1932 à Saligny (Vendée) et mort le 19 mai 2016 à Nantes, est un coureur cycliste français, professionnel en 1959 et 1960.

## Palmarès
- 1955
  - Championnat du Poitou des sociétés
- 1958
  - Circuit des Angevines
- 1959
  - Circuit du Morbihan
- 1960
  - 2e du Tour du Var
  - 3e du Circuit du Morbihan

## Résultats sur les grands tours

### Tour d'Espagne
1 participation
- 1960 : 19e